# ناتاشا سانت بيير
ناتاشا سانت بيير (بالفرنسية: Natasha St-Pier)‏ هي مغنية كندية من أصل أكادي ولدت في يوم 10 فبراير 1981 في بلدة باثورست في نيو برونزويك. بدأت الغناء في سنة 1995. وقد طرحت منذ ذلك الحين عشرة ألبومات. في سنة 2001 أختيرت لتمثل فرنسا في مسابقة الأغنية الأوروبية لسنة 2001 بعد غنائها لأغنية Je n'ai que mon âme باللغتين الفرنسية والإنجليزية، وقد حلت ضمن العشرة الأوائل في هذه المسابقة وحازت أغنيتها على المراكز الأولى في دول مثل بولندا وروسيا. في سنة 2014 أصبحت عضوة في لجنة تحكيم ذا فويس بالنسخة البلجيكية. متزوجة من صديقها رجل الأطفاء الفرنسي غريغوري كويلاك ولها ابن واحد منه.